# Terry Nichols
Terry Lynn Nichols (Lapeer, 1º aprile 1955) è un terrorista statunitense responsabile assieme a Tim McVeigh dell'attentato di Oklahoma City del 19 aprile 1995.

## Biografia
Nato a Lapeer, Michigan nel 1955, crebbe in una fattoria, terzo di quattro figli di Joyce e Robert Nichols. Crescendo si occupò dell'attività di famiglia, imparando a manovrare e riparare le attrezzature della fattoria. Frequentò la Lapeer High School diplomandosi nel 1973 con una media GPA di 3.6/4.0 con la speranza di diventare un medico. Si iscrisse alla Central Michigan University ma abbandonò gli studi dopo un semestre perché incapace ad adattarsi alla vita universitaria.
Stanco della vita nella fattoria decise, all'età di 33 anni, di arruolarsi nell'U.S. Army. Venne mandato a Fort Benning per l'addestramento. Essendo il membro più anziano del suo plotone gli fu affibbiato il soprannome Grandpa (Nonno), e divenne ben presto la guida del plotone data la sua anzianità. Timothy McVeigh faceva parte del suo stesso plotone e i due divennero fin da subito amici, avendo molte cose in comune: entrambi provenivano da aree rurali e detestavano il lavoro agricolo, entrambi avevano abbandonato l'università e avevano genitori divorziati ed entrambi condividevano l'interesse per il survivalismo e le armi. I due furono di stanza a Fort Riley.
Nichols si sposò due volte. Divorziò dalla prima moglie, Lana Walsh, subito dopo essersi arruolato. Dovette congedarsi nel maggio 1989 per potersi prendere cura del figlio di 7 anni. La seconda moglie, Marife Torres, lo lasciò subito dopo l'arresto. La sua condanna prevede che Nichols trascorra in carcere 161 ergastoli e 93 anni.